# 斯卡洛尼夫卡
49°11′6″N 35°11′32″E / 49.18500°N 35.19222°E
斯卡洛尼夫卡（烏克蘭語：Скалонівка）是位於烏克蘭東部的村莊，由哈爾科夫州别列斯京区的扎切皮利夫卡市鎮負責管轄。該村處於別列斯托瓦河左岸，始建於1850年，面積0.72平方公里，海拔高度79米，2001年人口308。